# Nicolás Benegas
Gabriel Nicolás Benegas (n. Eldorado, Misiones, Argentina; 1 de marzo de 1996) es un futbolista argentino. Se desempeña como centrodelantero y su equipo actual es Deportivo Riestra, de la Primera División de Argentina, a préstamo de Defensores de Belgrano.

## Trayectoria

### Boca Juniors
Incursionó al mundo del fútbol en su localidad natal desde muy joven, formando parte del Club Deportivo Vicov, perteneciente a la liga misionera de fútbol. Llegó al Club Atlético Boca Juniors en el año 2015 por intermedio del Captador Diego Mazzilli y desde entonces se ganó un lugar en la reserva del club a la cual perteneció durante un largo trayecto, llegando a convertirse en un jugador importante de la misma, anotando goles en una considerable cantidad de oportunidades. Tras irrumpir en la cuarta división del club, fue de la mano de Rolando Schiavi, en ese entonces técnico de la reserva del equipo, quién le dio la chance de mostrarse en el equipo.
Fue ojeado por el Napoli, quien intentó hacerse con su servicios. Finalmente se quedó en el club argentino.
Debutó oficialmente en el club xeneize en la fecha 13 del campeonato local, en un encuentro que Boca Juniors perdió frente a Argentinos Juniors en condición de visitante por un marcado de 1 a 0. Disputó los 90 minutos. Luego el próximo partido contra Huracán fue nuevamente titular junto con todos los juveniles de Boca Juniors.

### Quilmes
En junio de 2016 es cedido a préstamo por un año a Quilmes.

### San Martín de Tucumán
En agosto de 2017 es cedido a préstamo por un año a San Martín de Tucumán.

### Brown de Adrogué
En junio de 2018 es cedido a préstamo por un año a Brown de Adrogué. El misionero tendría un rendimiento irregular jugando 24 partidos y marcando 6 goles, pero igualmente ayudó a su equipo a clasificar al reducido esa temporada

### Defensores de Belgrano
Finalmente en julio de 2019 no iba a ser tenido en cuenta en el xeneize por lo que rescinde su contrato, es traspasado en condición de libre al Defensores de Belgrano.

## Estadísticas

### Clubes
- Actualizado hasta el 16 de agosto de 2025.

| Boca Juniors Argentina | 1.ª                 | 2016                | 4   | 0  | 0  | 0 | 0 | 0 | 4   | 0  | 0    |
| Boca Juniors Argentina | Total club          | Total club          | 4   | 0  | 0  | 0 | 0 | 0 | 4   | 0  | 0    |
| Quilmes Argentina | 1.ª                 | 2016-17             | 18  | 1  | 2  | 0 | - | - | 20  | 1  | 0.05 |
| Quilmes Argentina | Total club          | Total club          | 18  | 1  | 2  | 0 | - | - | 20  | 1  | 0.05 |
| San Martín (T) Argentina | 2.ª                 | 2017-18             | 12  | 0  | 0  | 0 | - | - | 12  | 0  | 0    |
| San Martín (T) Argentina | Total club          | Total club          | 12  | 0  | 0  | 0 | - | - | 12  | 0  | 0    |
| Brown (A) Argentina | 2.ª                 | 2018-19             | 24  | 5  | 3  | 0 | - | - | 27  | 5  | 0.19 |
| Brown (A) Argentina | Total club          | Total club          | 24  | 5  | 3  | 0 | - | - | 27  | 5  | 0.19 |
| Defensores de Belgrano Argentina | 2.ª                 | 2019-20             | 20  | 5  | 0  | 0 | - | - | 20  | 5  | 0.25 |
| Defensores de Belgrano Argentina | 2.ª                 | 2020                | 9   | 2  | 0  | 0 | - | - | 9   | 2  | 0.22 |
| Defensores de Belgrano Argentina | 2.ª                 | 2022                | 16  | 5  | 0  | 0 | - | - | 16  | 5  | 0.31 |
| Defensores de Belgrano Argentina | 2.ª                 | 2023                | 31  | 18 | 1  | 0 | - | - | 32  | 18 | 0.56 |
| Defensores de Belgrano Argentina | Total club          | Total club          | 76  | 30 | 1  | 0 | - | - | 77  | 30 | 0.39 |
| Seoul E-Land Corea del Sur | 2.ª                 | 2021                | 23  | 6  | 1  | 0 | - | - | 24  | 6  | 0.25 |
| Seoul E-Land Corea del Sur | Total club          | Total club          | 23  | 6  | 1  | 0 | - | - | 24  | 6  | 0.25 |
| Sol de América Paraguay | 1.ª                 | 2022                | 13  | 1  | 0  | 0 | 2 | 0 | 15  | 1  | 0.07 |
| Sol de América Paraguay | Total club          | Total club          | 13  | 1  | 0  | 0 | 2 | 0 | 15  | 1  | 0.07 |
| Deportivo Riestra Argentina | 1.ª                 | 2024                | 17  | 3  | 15 | 1 | - | - | 32  | 4  | 0.13 |
| Deportivo Riestra Argentina | 1.ª                 | 2025                | 21  | 2  | 1  | 0 | - | - | 22  | 2  | 0.09 |
| Deportivo Riestra Argentina | Total club          | Total club          | 38  | 5  | 16 | 1 | - | - | 54  | 6  | 0.11 |
| Total en su carrera | Total en su carrera | Total en su carrera | 208 | 48 | 23 | 1 | 2 | 0 | 233 | 49 | 0.21 |
| (1) Las copas nacionales se refiere a la Copa Argentina, la Copa de la Liga Profesional y la Korean FA Cup. (2) Las copas internacionales se refiere a la Copa Sudamericana. (3) Media de goles por encuentro. No incluye goles en partidos amistosos. |                     |                     |     |    |    |   |   |   |     |    |      |

### Hat-tricks
| 1 | 26 de agosto de 2023 | Juan Pasquale, Bs.As. | Defensores de Belgrano - C.A. Güemes |  | 4 - 1 | Primera Nacional 2023 |